# Giorgio Colussi
Giorgio Colussi (Gorizia, 31 dicembre 1933 – 16 dicembre 2006) è stato un lessicografo italiano.

## Biografia
Giunto in Finlandia per studiarne la lingua, si laureò nel 1961. Alternò il lavoro di commesso in libreria con quello di interprete (negli incontri per gli Accordi di Helsinki) e autore di dizionari turistici pubblicati in Finlandia dall'Istituto italiano di cultura e in Italia da Vallardi. La sua opera più importante e diffusa è il GAVI, Glossario degli antichi volgari italiani, in 20 volumi in più tomi, pubblicato dal 1983 al 1995 dalla Helsinki University Press, poi, fino al 2006, dall'Editoriale umbra, rimasto incompiuto dopo la sua scomparsa. 